# Franz Gustav Benseler
Franz Gustav Benseler (* 14. März 1846 in Freiberg; † nicht ermittelt) war ein deutscher Philologe und Dramatiker.

## Leben und Wirken
In Freiberg als Sohn des Gymnasiallehrers Gustav Eduard Benseler geboren, zog er mit seinen Eltern nach Leipzig um, wo er das Moderne Gesamtgymnasium und dann die Nicolaischule bis Ostern 1866 besuchte und danach Philologie an der Universität Leipzig studierte. 1870 promovierte er und bestand das Staatsexamen für das höhere Schulamt. Ab 1871 war er als Gymnasiallehrer in Eisenach tätig und wechselte 1880 an das Königliche Gymnasium nach Chemnitz.

## Schriften (Auswahl)
- Im Wald u. Daheim. Dramatische Jugendspiele. 1876.
- Weihnachten vor Paris. 1883.
- Im Dämmerstündchen (nach F. E. Weatherly). 1884.
- de nominibus propriis et Latinis in is pro ius et Graecis in is iν pro τος τον terminatis III. o. J.